# Służba Zwycięstwu Polski
La Służba Zwycięstwu Polski ("Servizio Polacco per la Vittoria della Polonia", abbreviato SZP) fu un movimento militare polacco di liberazione durante il periodo dell'occupazione nazista della Polonia nella Seconda guerra mondiale.
Creato il 27 settembre 1939 per ordine del generale Juliusz Rómmel durante l'assedio di Varsavia, allora capitale della Polonia, proprio prima della capitolazione che sarebbe avvenuta il 28 settembre 1939.
Il comandante della SZP fu il generale Michał Karaszewicz-Tokarzewski che trasformò in seguito il movimento in una organizzazione segreta volta alla liberazione della Polonia, con il tentativo di riorganizzare l'esercito polacco e di stabilire un governo ombra polacco antifascista.
Nel dicembre del 1939 l'SZP venne ribattezzato Związek Walki Zbrojnej con sigla ZWZ.